# Ebern
Ebern là một đô thị ở Haßberge bang Bavaria thuộc nước Đức.

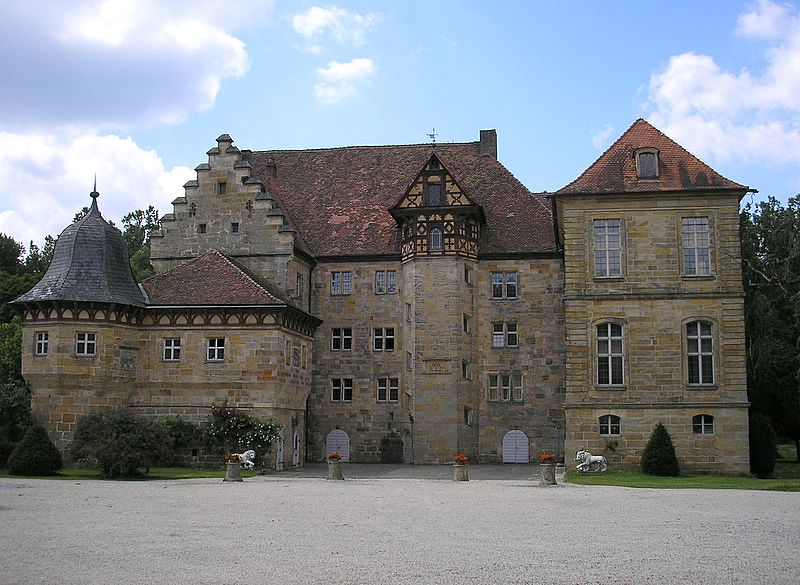
Schloss Eyrichshof
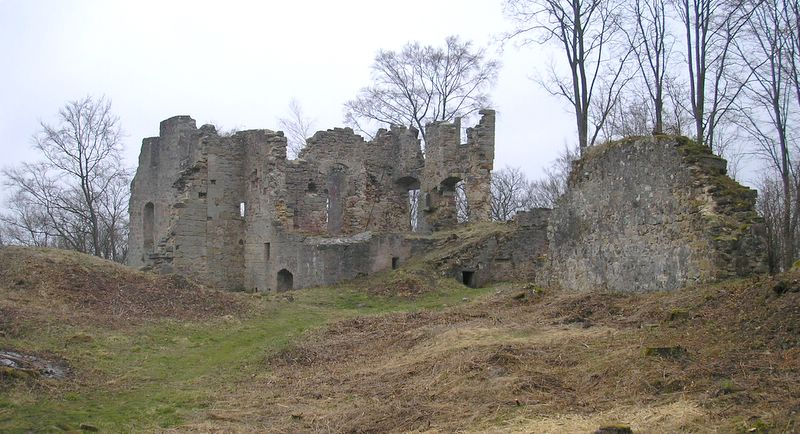
Ruin of Rauheneck
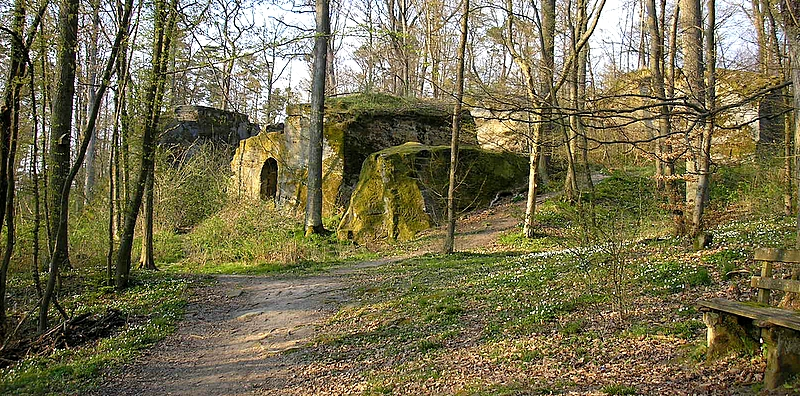
Ruin of Rotenhan
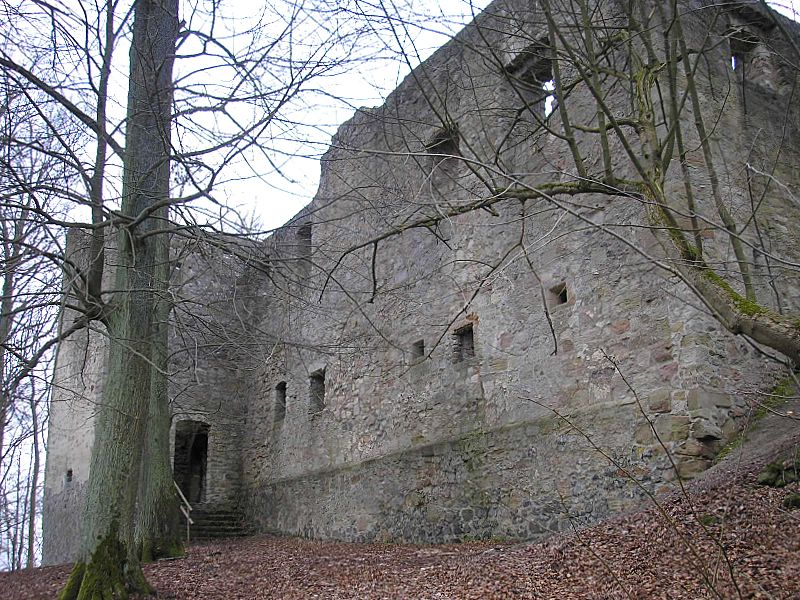
Ruin of Burg Bramberg